# Heterocaucaseuma deprofundum
Heterocaucaseuma deprofundum je najdublje pronađena diplopoda na svetu i jedan od najdublje pronađenih terestričnih zglavkara na planeti. Vrsta je pronađena u drugom najdubljem pećinskom sistemu na svetu - Kribera Voronja, zapadni Kavkaz, i najdublji nalaz je bio na -1980 m ispod površine. Naziv vrste je poreklom od latinske reči "deprodundum" koja u prevodu znači "iz dubine", što jasno ukazuje na njeno mesto pronalaska.

## Morfologija
Telo je građeno iz 30 segmenata (uključujući telzon) i pokrveno je hitinskom kutikulom.
Podeljeno je na 2 regiona:
1. glaveni region
2. trupni region

Na glavenom regionu se nalaze: 
- 1 par antena (sa Temišvarijevim organima)
- 1 par mandibula
- 2 para maksila
- ocele

Trupni region je sastavljen od više segemenata na kojima se nalaze ekstremiteti za hodanje i telzona.
Jedinke suprotnih polova su sličnih veličina, mužjaci su dugi do 24 mm, dok su ženke duge do 25 mm.
Telo im je nepigmentisano, žućkasto bele boje, što je posledica terestričnog staništa.
Čulo vida im je slabo razvijeno, ženke poseduju 12 ocela, dok kod mužjaka broj ocela varira od 10-14.
Ekstremiteti za hodanje su dobro razvijeni i produženi. Prvi i drugi par imaju tarzusne završetke.

## Anatomija
Dišu pomoću traheja, čiji su otvori (stigme) smešteni ventralno, na sternumu.
Izlučivanje se obavlja pomoću Malpigijevih sudova. Kao i ostale stonoge, vezane su za vlažna staništa jer njihove stigme nemaju mehanizme za zatvaranje. Parni Malpigijevi sudovi, preko kojih vrše ekskreciju, izlučuju, u većoj meri, amonijak nego ureu.
Crevo je u obliku prave cevi, čije su prednje i zadnje crevo obloženi kutikulom i ektodermalnog porekla, dok je srednje crevo endodermalno.
Treći trupni segment je genitalni. Kod mužjaka, ekstremiteti sedmog trupnog segmenta služe za prenošenje spermatozoida do genitalnog otvora ženke i označavaju se kao gonopode. Spermatozoidi ove vrste su aflagelatni (bez biča) za razliku od većine stonoga. Oplodjena jaja polažu u zemlju. Nervni sistem je lestvičast, u svakom segmentu se nalazi po par ganglija, dok su u glavenom regionu smestene glavene ganglije i okoloždrelne komisure.

## Literatura
- Turbanov, I.S. Preliminary results of studying the invertebrates of Krubera Cave (Western Caucasus, Abkhazia), collected in August 2015 during the expedition of the Ukrainian Speleological Association.
- Antić, D.Ž. & Makarov. The Caucasus as a major hotspot of biodiversity: Evidence from the millipede family Anthroleucosomatidae (Diplopoda, Chordeumatida). Zootaxa.
- „Antić, Dragan Ž., Ilya S. Turbanov & Ana S. P. S. Reboleira. 2018. From the depths: Heterocaucaseuma deprofundum sp. nov., the world's deepest-occurring millipede (Diplopoda, Chordeumatida, Anthroleucosomatidae) from caves in the western Caucasus.”. ZooBank. Приступљено 20. 3. 2018.
- „Diplopoda”. Bionet škola. Архивирано из оригинала 20. 03. 2018. г. Приступљено 20. 3. 2018.